# Liste des montagnes russes en bois

## Woodens Out & Back (Montagnes russes en bois basique)
| Nom de l'attraction                 | Parc                            | Pays        | Année d'ouverture   | Constructeur                           |
| ----------------------------------- | ------------------------------- | ----------- | ------------------- | -------------------------------------- |
| Anaconda                            | Walygator Parc                  | France      | 1989                | Spie d'après les plans de William Cobb |
| Arkansas Twister                    | Magic Springs and Crystal Falls | États-Unis  | 1992                | Michael Black and Associates           |
| Big Dipper                          | Pleasure Beach, Blackpool       | Royaume-Uni | 1923                | John A. Miller                         |
| Big Dipper                          | Geauga Lake                     | États-Unis  | 1925                | /                                      |
| Blue Streak                         | Cedar Point                     | États-Unis  | 1964                | Philadelphia Toboggan Coasters         |
| Boulder Dash                        | Lake Compounce                  | États-Unis  | 2000                | Custom Coasters International          |
| Cheetah                             | Wild Adventures                 | États-Unis  | 2001                | Custom Coasters International          |
| Colossos                            | Heide Park                      | Allemagne   | 2001                | Intamin                                |
| Comet                               | Hersheypark                     | États-Unis  | 1946                | Philadelphia Toboggan Coasters         |
| Comet                               | Six Flags Great Escape          | États-Unis  | 1994                | Philadelphia Toboggan Coasters         |
| Cyclone                             | Southport                       | Royaume-Uni | 1937 démoli en 2007 | Charles Paige                          |
| Falken                              | Fårup Sommerland                | Danemark    | 2004                | S&S Worldwide                          |
| Great American Scream Machine (The) | Six Flags Over Georgia          | États-Unis  | 1973                | Philadelphia Toboggan Coasters         |
| Grizzly (en)                        | Kings Dominion                  | États-Unis  | 1982                | Kings Entertainment Company            |
| Grizzly                             | California's Great America      | États-Unis  | 1986                | Kings Island Construction              |
| High Roller                         | Valleyfair                      | États-Unis  | 1976                | Rauerhorst Corporation                 |
| Hoosier Hurricane                   | Indiana Beach                   | États-Unis  | 1994                | Custom Coasters International          |
| Hurler                              | Carowinds                       | États-Unis  | 1994                | International Coasters                 |
| Jack Rabbit                         | Kennywood                       | États-Unis  | 1920                | Charile Mach                           |
| Judge Roy Scream                    | Six Flags Over Texas            | États-Unis  | 1980                | William Cobb                           |
| Le Monstre                          | Six Flags La Ronde Montreal     | Canada      | 1985                | Six Flags                              |
| Mighty Canadian Minebuster          | Canada's Wonderland             | Canada      | 1981                | Philadelphia Toboggan Coasters         |
| Nickelodeon Streak                  | Pleasure Beach, Blackpool       | Royaume-Uni | 1933                | Charles Paige                          |
| Robin Hood                          | Walibi Holland                  | Pays-Bas    | 2000                | Vekoma                                 |
| Roller Coaster                      | Lagoon                          | États-Unis  | 1921                | Philadelphia Toboggan Coasters         |
| Rutschebanen                        | Bakken                          | Danemark    | 1932                | Valdemar Lebeck                        |
| Rutschebanen                        | Jardins de Tivoli               | Danemark    | 1914                | LaMarcus Adna Thompson                 |
| Screamin' Eagle                     | Six Flags St. Louis             | États-Unis  | 1976                | Philadelphia Toboggan Coasters         |
| Shivering Timbers                   | Michigan's Adventure            | États-Unis  | 1998                | Custom Coasters International          |
| Starliner                           | Cypress Gardens Adventure Park  | États-Unis  | 2007                | Philadelphia Toboggan Coasters         |
| Thunderhawk                         | Dorney Park                     | États-Unis  | 1923                | Philadelphia Toboggan Coasters         |
| Timber Terror (en)                  | Silverwood Theme Park           | États-Unis  | 1996                | Custom Coasters International          |
| Tornado                             | Adventureland                   | États-Unis  | 1978                | William Cobb                           |
| Voyage (The)                        | Holiday World                   | États-Unis  | 2006                | The Gravity Group                      |
| Wild One                            | Six Flags America               | États-Unis  | 1986                | Dinn Corporation                       |
| Wildcat                             | Frontier City                   | États-Unis  | 1991                | National Amusement Devices (en)        |
| Wolfverine Wildcat                  | Michigan's Adventure            | États-Unis  | 1988                | Dinn Corporation                       |

## Wooden Twister
| Nom                                   | Parc                           | Pays         | Année                                                  | Constructeur                                                    |
| ------------------------------------- | ------------------------------ | ------------ | ------------------------------------------------------ | --------------------------------------------------------------- |
| American Thunder (en)                 | Six Flags St. Louis            | États-Unis   | 2008                                                   | Great Coasters International                                    |
| Aska                                  | Nara Dreamland                 | Japon        | 1998                                                   | Intamin                                                         |
| Balder                                | Liseberg                       | Suède        | 2003                                                   | Intamin                                                         |
| Bandit                                | Movie Park Germany             | Allemagne    | 1999                                                   | Roller Coaster Corporation of America                           |
| Beast                                 | Kings Island                   | États-Unis   | 1979                                                   | Kings Island                                                    |
| Boss                                  | Six Flags St. Louis            | États-Unis   | 2000                                                   | Custom Coasters International                                   |
| Coaster                               | Playland                       | Canada       | 1958                                                   | /                                                               |
| Coaster-Express                       | Parque Warner Madrid           | Espagne      | 2002                                                   | Roller Coaster Corporation of America                           |
| Cornball Express (en)                 | Indiana Beach                  | États-Unis   | 2001                                                   | Custom Coasters International                                   |
| Cyclone                               | Six Flags New England          | États-Unis   | 1983                                                   | William Cobb                                                    |
| Cyclone                               | Luna Park                      | États-Unis   | 1927                                                   | Harry C. Baker (en)                                             |
| Cyclops                               | Mt. Olympus Water & Theme Park | États-Unis   | 1995                                                   | Custom Coasters International                                   |
| El Toro                               | Freizeitpark Plohn             | Allemagne    | 2009                                                   | Great Coasters International                                    |
| El Toro                               | Six Flags Great Adventure      | États-Unis   | 2006                                                   | Intamin                                                         |
| Elf                                   | Parc Hirakata                  | Japon        | 2001                                                   | Intamin                                                         |
| Georgia Cyclone (en)                  | Six Flags Over Georgia         | États-Unis   | 1990 devenu hybride en 2018 et renommé Twisted Cyclone | Dinn Corporation                                                |
| Ghost Rider                           | Knott's Berry Farm             | États-Unis   | 1998                                                   | Custom Coasters International                                   |
| Giant Dipper                          | Santa Cruz Beach Boardwalk     | États-Unis   | 1924                                                   | Arthur Looff                                                    |
| Great White                           | Morey's Piers                  | États-Unis   | 1996                                                   | Custom Coasters International                                   |
| Hakugei                               | Nagashima Spa Land             | Japon        | 1995                                                   | Intamin                                                         |
| Hercules                              | Dorney Park                    | États-Unis   | 1989                                                   | Dinn Corporation                                                |
| Hurler                                | Kings Dominion                 | États-Unis   | 1994                                                   | William Cobb                                                    |
| Iron Rattler                          | Six Flags Fiesta Texas         | États-Unis   | 1992                                                   | /                                                               |
| Jupiter                               | Kijima Amusement Park          | Japon        | 1992                                                   | Intamin                                                         |
| Kentucky Rumbler (en)                 | Beech Bend Park                | États-Unis   | 2006                                                   | Great Coasters International                                    |
| Legend (The) (en)                     | Holiday World                  | États-Unis   | 2000                                                   | Custom Coasters International                                   |
| Little Dipper                         | Six Flags Great America        | États-Unis   | 2010                                                   | Philadelphia Toboggan Coasters                                  |
| Lost Coaster of Superstition Mountain | Indiana Beach                  | États-Unis   | 2002                                                   | Custom Coasters International                                   |
| Loup Garou                            | Walibi Belgium                 | Belgique     | 2001                                                   | Vekoma                                                          |
| Magnus Colossus                       | Terra Mítica                   | Espagne      | 2000                                                   | Roller Coaster Corporation of America                           |
| Mammut                                | Erlebnispark Tripsdrill        | Allemagne    | 2008                                                   | Cordes Holzbau / Gerstlauer                                     |
| Medusa                                | Six Flags México               | Mexique      | 2000                                                   | Custom Coasters International                                   |
| Mega Zeph                             | Six Flags New Orleans          | États-Unis   | 2000                                                   | Custom Coasters International                                   |
| Megafobia                             | Oakwood Theme Park             | Royaume-Uni  | 1996                                                   | Custom Coasters International                                   |
| Outlaw                                | Adventureland                  | États-Unis   | 1993                                                   | Custom Coasters International                                   |
| Ozark Wildcat (en)                    | Celebration City               | États-Unis   | 2003                                                   | Great Coasters International                                    |
| Predator                              | Six Flags Darien Lake          | États-Unis   | 1990                                                   | Dinn Corporation                                                |
| Psyclone                              | Six Flags Magic Mountain       | États-Unis   | 1991 démoli en 2006                                    | Dinn Corporation                                                |
| Raging Wolf Bobs                      | Geauga Lake                    | États-Unis   | 1988                                                   | Philadelphia Toboggan Coasters                                  |
| Rampage (en)                          | Alabama Splash Adventure       | États-Unis   | 1998                                                   | Custom Coasters International                                   |
| Raven (The) (en)                      | Holiday World                  | États-Unis   | 1995                                                   | Custom Coasters International                                   |
| Regina                                | Tobu Zoo Park                  | Japon        | 2000                                                   | Stand Company                                                   |
| Renegade                              | Valleyfair                     | États-Unis   | 2007                                                   | Great Coasters International                                    |
| Roar (en)                             | Six Flags America              | États-Unis   | 1998                                                   | Great Coasters International                                    |
| Roar                                  | Six Flags Discovery Kingdom    | États-Unis   | 1999                                                   | Great Coasters International                                    |
| Sierra Tornante                       | Mirabilandia                   | Italie       | 1992 démoli en 2007                                    | William Cobb                                                    |
| Son of Beast                          | Kings Island                   | États-Unis   | 2000 démoli en 2012                                    | Roller Coaster Corporation of America                           |
| Texas Cyclone                         | Six Flags Astroworld           | États-Unis   | 1976                                                   | William Cobb                                                    |
| Texas Giant                           | Six Flags Over Texas           | États-Unis   | 1990 devenu hybride en 2011 et renommé New Texas Giant | Dinn Corporation                                                |
| T Express                             | Everland Resort                | Corée du Sud | 2008                                                   | Intamin                                                         |
| Thunder Run                           | Kentucky Kingdom               | États-Unis   | 1990                                                   | Dinn Corporation                                                |
| Thunderbird                           | PowerPark                      | Finlande     | 2006                                                   | Great Coasters International                                    |
| Thunderbolt                           | Six Flags New England          | États-Unis   | 1941                                                   | Joseph Drambour                                                 |
| Thunderbolt                           | Kennywood                      | États-Unis   | 1924                                                   | Andy Vettel                                                     |
| ThunderCoaster                        | Tusenfryd                      | Norvège      | 2001                                                   | Vekoma                                                          |
| Thunderhead                           | Dollywood                      | États-Unis   | 2004                                                   | Great Coasters International                                    |
| Timber Wolf                           | Worlds of Fun                  | États-Unis   | 1989                                                   | Dinn Corporation                                                |
| Tonnerre de Zeus                      | Parc Astérix                   | France       | 1997                                                   | Custom Coasters International                                   |
| Tremors (en)                          | Silverwood Theme Park          | États-Unis   | 1999                                                   | Custom Coasters International                                   |
| Troy                                  | Toverland                      | Pays-Bas     | 2007                                                   | Great Coasters International                                    |
| Twister                               | Gröna Lund                     | Suède        | 2011                                                   | The Gravity Group                                               |
| Twister (en)                          | Knoebels                       | États-Unis   | 1999                                                   | Knoebels                                                        |
| Twister II                            | Elitch Gardens                 | États-Unis   | 1995                                                   | Hensel Phelps Construction Co.                                  |
| Villain                               | Geauga Lake                    | États-Unis   | 2000                                                   | Custom Coasters International                                   |
| Viper                                 | Six Flags Great America        | États-Unis   | 1995                                                   | /                                                               |
| Whild Beast                           | Canada's Wonderland            | États-Unis   | 1981                                                   | Philadelphia Toboggan Coasters                                  |
| Wildcat                               | Hersheypark                    | États-Unis   | 1996                                                   | Great Coasters International                                    |
| Wildcat                               | Lake Compounce                 | États-Unis   | 1927                                                   | Charlie Dinn, Curtis D. Summers, Philadelphia Toboggan Coasters |
| Wodan - Timburcoaster                 | Europa-Park                    | Allemagne    | 2012                                                   | Great Coasters International                                    |
| Zeus                                  | Mt. Olympus Water & Theme Park | États-Unis   | 1997                                                   | Custom Coasters International                                   |

## Wooden Racer
| Nom de l'attraction | Parc                      | Pays        | Année d'ouverture | Constructeur                         |
| ------------------- | ------------------------- | ----------- | ----------------- | ------------------------------------ |
| American Eagle      | Six Flags Great America   | États-Unis  | 1981              | International Amusement Devices (en) |
| Grand National      | Pleasure Beach, Blackpool | Royaume-Uni | 1935              | Charles Paige                        |
| Joris en de Draak   | Efteling                  | Pays-Bas    | 2010              | Great Coasters International         |
| Lightning Racer     | Hersheypark               | États-Unis  | 2000              | Great Coasters International         |
| Monstre (Le)        | La Ronde                  | Canada      | 1985              | William Cobb                         |
| Racer (The)         | Kings Island              | États-Unis  | 1972              | Philadelphia Toboggan Coasters       |
| Racer               | Kennywood                 | États-Unis  | 1927              | Philadelphia Toboggan Coasters       |
| Rebel Yell          | Kings Dominion            | États-Unis  | 1975              | Philadelphia Toboggan Coasters       |
| Rolling Thunder     | Six Flags Great Adventure | États-Unis  | 1979              | William Cobb                         |
| Stampida            | PortAventura Park         | Espagne     | 1997              | Custom Coasters International        |
| Thunder Road        | Carowinds                 | États-Unis  | 1976              | Philadelphia Toboggan Coasters       |
| Twisted Colossus    | Six Flags Magic Mountain  | États-Unis  | 1978              | Intamin                              |